# Nhóm con
Trong lý thuyết nhóm, một tập con của một nhóm có thể là một nhóm hoặc không.
Trong trường hợp nó là một nhóm, nó được gọi là nhóm con của G.

## Định nghĩa
Cho một nhóm G với phép toán hai ngôi *, và tập con H của G. H được gọi là nhóm con của G nếu chính H là một nhóm với phép toán * của G.

## Các điều kiện tương đương
Cho tập con H của nhóm G. Các mệnh đề sau là tương đương:
1. H là nhóm con của G;
2. Với mọi a, b {\displaystyle \in } H ta có {\displaystyle a*b\in H} và {\displaystyle a^{-1}\in H};
3. Với mọi a, b {\displaystyle \in } H ta có {\displaystyle a*b^{-1}\in H};

## Các nhóm con đặc biệt
- Cho G là một nhóm với phép toán * và phần tử đơn vị 1.

1. Chính G là một nhóm con của G
2. Tập con gồm một phần tử đơn vị {1} của G là một nhóm con của G (gọi là nhóm con tầm thường).
3. Giao của một họ bất kỳ các nhóm con của G là một nhóm con của G.
4. Nếu a {\displaystyle \in } G thì tập H các phần tử là luỹ thừa của phần tử a

H={\displaystyle \left\{a^{n}|n\in \mathbb {Z} \right\}}
là một nhóm con của G.

### Nhóm con sinh bởi một tập con
- Cho A là tập con của G. Nhóm con nhỏ nhất H của G chứa A được gọi là nhóm con sinh bởi A. Nếu H=G ta nói A là tập sinh của G.
- Nếu nhóm G sinh bởi một tập con có một phần tử {a} thì G được gọi là nhóm cyclic, phần tử a được gọi là phần tử sinh của G

Các nhóm cyclic hữu hạn có nhiều ứng dụng trong lý thuyết mật mã.

#### Các ví dụ
- Xét tập các số nguyên {\displaystyle \mathbb {Z} } như một nhóm với phép cộng.

1. Nhóm con sinh bởi tập hợp gồm một số nguyên k là {x.k | x {\displaystyle \in \mathbb {Z} } }
2. Nhóm con sinh bởi tập m số nguyên {\displaystyle \left\{k_{1},k_{2},...,k_{m}\right\}}

là tập {\displaystyle \left\{k_{1}\cdot x_{1}+k_{2}\cdot x_{2}+...+k_{m}\cdot x_{m}\right\}}
- Xét nhóm cộng theo modulo 6 các số tự nhiên nhỏ hơn 6.

{\displaystyle {\mathbb {Z} }_{6}=\{0,1,2,3,4,5\}}
Ta có các nhóm con sinh bởi các phần tử 2,3 là:
{\displaystyle \left\langle \;2\;\right\rangle }= {\displaystyle \{0,\;2\;,4\}}
{\displaystyle \left\langle \;3\;\right\rangle }= {\displaystyle \{0,\;3\;\}}
- Xét tập các số tự nhiên nhỏ hơn 12 và nguyên tố với 12:

{\displaystyle {\mathbb {Z} }_{12}^{*}}={ 1, 5, 7, 11}
với phép nhân modulo 12. Ta có bảng nhân sau:
| *  | 1  | 5  | 7  | 11 |
| 1  | 1  | 5  | 7  | 11 |
| 5  | 5  | 1  | 11 | 7  |
| 7  | 7  | 11 | 1  | 5  |
| 11 | 11 | 7  | 5  | 1  |

Ta có các nhóm con của nhóm nhân {\displaystyle {\mathbb {Z} }_{12}^{*}} sau:
1. Nhóm con { 1} sinh bởi phần tử 1
2. Nhóm con { 1, 5} sinh bởi phần tử 5
3. Nhóm con { 1, 7} sinh bởi phần tử 7
4. Nhóm con { 1, 11} sinh bởi phần tử 11
5. Các nhóm con chứa nhiều hơn một phần tử khác 1 đều trùng với chính {\displaystyle {\mathbb {Z} }_{12}^{*}}

### Nhóm con chuẩn tắc
Cho H là một nhóm con của G.
Ký hiệu xH là tập con của G gồm các phần tử dạng x.h trong đó x {\displaystyle \in } G và h {\displaystyle \in } H. xH được gọi là lớp trái của H.
Tương tự Ký hiệu Hx là tập con của G gồm các phần tử dạng h.x trong đó x {\displaystyle \in } G và h {\displaystyle \in } H. Hx được gọi là lớp phải của H.
Định lý
1. Các lớp xH, x {\displaystyle \in } G tạo thành một phân hoạch của tập G;
2. Các lớp Hx, x {\displaystyle \in } G tạo thành một phân hoạch của tập G;
3. Hx=xH với mọi x{\displaystyle \in }G khi và chỉ khi {\displaystyle x^{-1}.h.x\in H} với mọi x{\displaystyle \in }G và mọi h {\displaystyle \in } H.

Định nghĩa
Nhóm con H của G được gọi là nhóm con chuẩn tắc của G nếu Hx=xH với mọi x{\displaystyle \in }G, hay tương đương {\displaystyle x^{-1}.h.x\in H} với mọi x{\displaystyle \in }G và mọi h {\displaystyle \in } H.

#### Ví dụ
1. Mọi nhóm con của nhóm Abel đều là nhóm con chuẩn tắc.
2. Xét nhóm các phép thế S3 của ba số tự nhiên dương đầu tiên 1, 2, 3. S3 gồm 6 phép thế sau:

| {\displaystyle {\sigma }_{1}={\begin{pmatrix}1&2&3\\1&2&3\end{pmatrix}}=e}; | {\displaystyle {\sigma }_{2}={\begin{pmatrix}1&2&3\\2&3&1\end{pmatrix}}}; | {\displaystyle {\sigma }_{3}={\begin{pmatrix}1&2&3\\3&1&2\end{pmatrix}}}; |
| {\displaystyle {\sigma }_{4}={\begin{pmatrix}1&2&3\\2&1&3\end{pmatrix}}};   | {\displaystyle {\sigma }_{5}={\begin{pmatrix}1&2&3\\3&2&1\end{pmatrix}}}; | {\displaystyle {\sigma }_{6}={\begin{pmatrix}1&2&3\\1&3&2\end{pmatrix}}}  |

Ta có bảng nhân của {\displaystyle S_{3}}
| *                           | {\displaystyle \sigma _{1}} | {\displaystyle \sigma _{2}} | {\displaystyle \sigma _{3}} | {\displaystyle \sigma _{4}} | {\displaystyle \sigma _{5}} | {\displaystyle \sigma _{6}} |
| {\displaystyle \sigma _{1}} | {\displaystyle \sigma _{1}} | {\displaystyle \sigma _{2}} | {\displaystyle \sigma _{3}} | {\displaystyle \sigma _{4}} | {\displaystyle \sigma _{5}} | {\displaystyle \sigma _{6}} |
| {\displaystyle \sigma _{2}} | {\displaystyle \sigma _{2}} | {\displaystyle \sigma _{3}} | {\displaystyle \sigma _{1}} | {\displaystyle \sigma _{6}} | {\displaystyle \sigma _{4}} | {\displaystyle \sigma _{5}} |
| {\displaystyle \sigma _{3}} | {\displaystyle \sigma _{3}} | {\displaystyle \sigma _{1}} | {\displaystyle \sigma _{2}} | {\displaystyle \sigma _{5}} | {\displaystyle \sigma _{6}} | {\displaystyle \sigma _{4}} |
| {\displaystyle \sigma _{4}} | {\displaystyle \sigma _{4}} | {\displaystyle \sigma _{5}} | {\displaystyle \sigma _{6}} | {\displaystyle \sigma _{1}} | {\displaystyle \sigma _{2}} | {\displaystyle \sigma _{3}} |
| {\displaystyle \sigma _{5}} | {\displaystyle \sigma _{5}} | {\displaystyle \sigma _{6}} | {\displaystyle \sigma _{4}} | {\displaystyle \sigma _{3}} | {\displaystyle \sigma _{1}} | {\displaystyle \sigma _{2}} |
| {\displaystyle \sigma _{6}} | {\displaystyle \sigma _{6}} | {\displaystyle \sigma _{4}} | {\displaystyle \sigma _{5}} | {\displaystyle \sigma _{2}} | {\displaystyle \sigma _{3}} | {\displaystyle \sigma _{1}} |

Có thể kiểm tra 
1. Nhóm con của {\displaystyle S_{3}} sinh bởi {\displaystyle \sigma _{2}} gồm e, {\displaystyle \sigma _{2},\sigma _{3}};
2. Nhóm con của {\displaystyle S_{3}} sinh bởi {\displaystyle \sigma _{3}} gồm e, {\displaystyle \sigma _{2},\sigma _{3}};
3. Nhóm con của {\displaystyle S_{3}} sinh bởi {\displaystyle \sigma _{4}} gồm e, {\displaystyle \sigma _{4}};
4. Nhóm con của {\displaystyle S_{3}} sinh bởi {\displaystyle \sigma _{5}} gồm e, {\displaystyle \sigma _{5}};
5. Nhóm con của {\displaystyle S_{3}} sinh bởi {\displaystyle \sigma _{6}} gồm e, {\displaystyle \sigma _{6}}